# Fouad Ali El Himma
Fouad Ali El Himma (en árabe: فؤاد عالي الهمة) es un político marroquí e íntimo amigo del rey Mohammed VI. Cuenta con más de 30 años de experiencia en diversos cargos políticos nacionales; es el fundador del Partido Autenticidad y Modernidad (PAM) y actualmente representa el cargo de alto consejero del Gabinete Real.

## Educación
Fouad Ali El Himma nació en Marrakech el 6 de diciembre de 1962. Estudió en la Collège Royal junto al rey Mommed VI y se licenció en Derecho en la Universidad Mohammed V de Rabat en 1986. También se diplomó en dos postgrados, el primero de Ciencias Políticas en 1988 y el segundo de Ciencias Administrativas en 1989. Para finalizar su etapa educativa recibió un periodo de formación en el Ministerio del Interior entre 1986 y 1990. 

## Papel En La Política Marroquí
Entre 1992 y 1997 fue elegido presidente del Consejo Municipal de Benguerir y diputado de Rhamna, provincia de El Kalaâ des Sraghnas. Un año después de terminar su periodo como diputado, en 1998, fue seleccionado como jefe de la Corte del Príncipe Heredero. Durante este periodo, el entonces príncipe Mohammad VI ascendió al trono. En noviembre de 1999 fue elegido por el nuevo rey como secretario de Estado del Ministerio del Interior, y tres años más tarde ascendió a ministro delegado del mismo ministerio.
En agosto de 2007 dejó el ministerio del interior para participar en las elecciones parlamentarias del 7 de septiembre como independiente. Esta noticia dio un vuelco a las elecciones a tan solo un mes de su celebración. Sin previo aviso, el que era ministro delegado de interior para la seguridad y brazo derecho del rey Mohamed VI, se presentaba a la arena electoral con la bendición expresa de la Casa Real. En las elecciones, en las que hubo una abstención del 63% del censo electoral (además de más de un millón de votos nulos) fue elegido en la circunscripción de Rhamna. 
El tiempo transcurrido entre las legislativas de 2007 y las municipales de 2009 fue clave para que El Himma diera forma a su plan. Primero consiguió hacerse con la presidencia de la Comisión de Exteriores del Parlamento. Seguidamente, creó el Movimiento de Todos los Demócratas (MTD) cuyo aparente objetivo era el de regenerar la vida política marroquí que tan desacreditada estaba.  Pero el objetivo real de El Himma era crear una estructura donde poder ir seduciendo a parlamentarios disponibles, pequeñas formaciones políticas y tránsfugos oportunistas al puro estilo Hasan II. El resultado fue la creación, en agosto de 2008, del Partido de Autenticidad y Modernidad (PAM), un partido de notables que fue visto por la mayoría de los analistas como una formación política impulsada o amparada por la monarquía con un doble objetivo: provocar una recomposición del sistema de partidos que terminase con su excesiva fragmentación y, al mismo tiempo, servir de contrapeso al Partido Justicia y Desarrollo (PJD), debido a la debilidad e incapacidad de los partidos tradicionales para hacerle frente.
Tras obtener unos resultados peores de los esperados en las elecciones parciales del 19 de septiembre de 2008, el PAM, con El Himma como líder y mentor, lograría la victoria con más de un millón de votos y el 21,7% de los consejeros en las elecciones municipales del 2009. Su base electoral la encontró en el mundo rural pro-monárquico mientras que en las grandes ciudades el PJD mantuvo su hegemonía.
Tres años más tarde, en un contexto de “Primavera árabe marroquí”, en el que se cuestionaban los poderes ejecutivos de Mohamed VI, el PAM consiguió ser la cuarta formación más votada en las elecciones parlamentarias del 25 de noviembre de 2011 (con 47 escaños). Sin embargo, el fin de su carrera parlamentaria se encontraba próximo.

## Papel en el Gabinete Real Marroquí
En las manifestaciones del movimiento “20 de febrero” durante la “Primavera árabe” El Himma fue muy contestado, siendo reclamado en pancartas su apartamiento de la escena. Hay que recordar que su nombre había aparecido en ciertos cables de WikiLeaks como el 09CASABLANCA226 acusado de prácticas corruptas. Tras permanecer fuera de escena durante unos meses, en diciembre de 2011 El Himma fue designado como consejero del Gabinete Real, por lo que dejó el PAM y todos sus cargos. Según anunció el ministerio de la Casa Real, en un comunicado recogido por la agencia oficial MAP, la designación obedeció a la “experiencia que ha acumulado en el cumplimiento de las misiones que se le han confiado”.
Desde que tomó este cargo, El Himma no ha dejado de ganar influencia dentro del Májzen. En los últimos años ha sido designado con los siguientes apodos desde diversos medios de comunicación y partidos opositores: “el consejero orquesta”, “el Virrey”, “el ministro del interior en la sombra” o “la caja negra de Mohammed VI”. Se dice que domina todos los asuntos diarios de la política interna marroquí y además se le considera como artífice de la estrategia real para la Cuestión del Sáhara. Ha representado en ciertos momentos una posición de fuerza frente a España y lleva años trabajando en las relaciones con las élites estadounidenses e israelíes, con lo que fue una pieza clave en el reconocimiento de la Administración Trump de la marroquinidad del Sáhara y el reconocimiento oficial marroquí del Estado de Israel. Otro acontecimiento en el que su nombre resonó con fuerza fue la crisis migratoria de mayo de 2021, tras la atención hospitalaria del líder del Frente Polisario, Ibrahim Ghali, en una clínica de España. Esta crisis hizo reaccionar públicamente al Parlamento Europeo, el Consejo de Europa, Francia e incluso EE. UU, que condenaron el uso de la inmigración como arma política.